# Relations entre l'Afrique du Sud et l'Union européenne
Les relations entre l'Afrique du Sud et Union européenne sont anciennes mais se sont intensifiées avec la fin de l’apartheid en Afrique du Sud.

## Accords
Depuis la fin de l'apartheid, les relations entre l'Union et l'Afrique du Sud ont augmenté. Un partenariat stratégique débuta en 2007.
En 1999, les deux parties avait signé un accord sur le commerce, le développement et la coopération (ACDC) qui est entré en vigueur en 2004. Certaines dispositions étaient cependant applicables dès 2000. L'ACDC couvre plusieurs domaines tels que la coopération politique, le développement et l’établissement d'un espace de libre-échange.

## Échanges commerciaux
L'Afrique du Sud est le principal partenaire économique de l’Union dans la partie méridionale du continent africain. Les principales exportations sud-africaines vers l’UE sont le pétrole et les produits miniers (27 %), les équipements de transports et machines (18 %) et des produits semi-manufacturés (16 %). Toutefois, ces exportations augmentent et se diversifie. Les exportations européennes vers l’Afrique du Sud comprennent principalement des machines et des équipements de transport (50 %) et des produits chimiques (15 %).
| Commerce UE-Afrique du Suden 2010 | Commerce UE-Afrique du Suden 2010 | Commerce UE-Afrique du Suden 2010 | Commerce UE-Afrique du Suden 2010        | Commerce UE-Afrique du Suden 2010 |
| Direction                         | Biens (millions d'euros)          | Services (millions d'euros)       | Flux d'investissement (millions d'euros) | IDE (millions d'euros)            |
| --------------------------------- | --------------------------------- | --------------------------------- | ---------------------------------------- | --------------------------------- |
| UE vers Afrique du Sud            | 21,507                            | 5,3                               | 5,9                                      | 70,8                              |
| Afrique du Sud vers UE            | 17,912 milliards €                | 3,8 milliards €                   | 1,0 milliard €                           | 6,2 milliards €                   |